# Cave Creek
Cave Creek es un pueblo ubicado en el condado de Maricopa en el estado estadounidense de Arizona. En el Censo de 2010 tenía una población de 5015 habitantes y una densidad poblacional de 51,06 personas por km².

## Geografía
Cave Creek se encuentra ubicado en las coordenadas 33°50′10″N 111°58′56″O / 33.83611, -111.98222. Según la Oficina del Censo de los Estados Unidos, Cave Creek tiene una superficie total de 98.21 km², de la cual 98.19 km² corresponden a tierra firme y (0.02%) 0.02 km² es agua.

## Demografía
Según el censo de 2010, había 5.015 personas residiendo en Cave Creek. La densidad de población era de 51,06 hab./km². De los 5.015 habitantes, Cave Creek estaba compuesto por el 93.68% blancos, el 0.72% eran afroamericanos, el 0.5% eran amerindios, el 0.82% eran asiáticos, el 0.08% eran isleños del Pacífico, el 3.09% eran de otras razas y el 1.12% pertenecían a dos o más razas. Del total de la población el 8.14% eran hispanos o latinos de cualquier raza.